# Владан Девеџић
Владан Девеџић (Београд, 13. април 1959) српски је софтверски инжењер, академик и дописни члан састава Српске академије наука и уметности од 4. новембра 2021.

## Биографија
Завршио је основне студије на Електротехничком факултету Универзитета у Београду 1982, магистратуру 1988. и докторат 1993. године.
Радио је као редовни професор на Институту за нуклеарне науке Винча 1982—1985, на Институту Михајло Пупин 1985—1995. и на Факултету организационих наука Универзитета у Београду од 1995. Био је главни уредник Computer Science and Information Systems од 2005. и члан уређивачког одбора од 2005—2017, члан је уређивачких одбора међународних научних часописа Int. Journal of Web Based Communitie, Int. Journal of Knowledge and Learning и Facta Universitatis. Series:Philosophy, Sociology, Psychology and History.
Оснивач је и руководилац истраживачке групе GOOD OLD AI и оснивач је Лабораторије за вештачку интелигенцију на Факултету организационих наука Универзитета у Београду.
Добитник је награде Универзитета у Београду за највећи истраживачки допринос 2006. и награде за један од три најбоља пројекта Online Educa Berlin 2015. године.